# Nitschkia broomeana
Nitschkia broomeana är en svampart som först beskrevs av Miles Joseph Berkeley, och fick sitt nu gällande namn av John Axel Nannfeldt 1975. Nitschkia broomeana ingår i släktet Nitschkia och familjen Nitschkiaceae.   Inga underarter finns listade i Catalogue of Life.